# Pseudoyersinia lagrecai
Pseudoyersinia lagrecai — вид богомолів роду Pseudoyersinia. Дрібні богомоли з укороченими крилами та надкрилами, поширені на Сицилії. Вид названо на честь італійського ентомолога Марчелло Ла Грека

## Опис
Один з найдрібніших богомолів Європи, довжина тіла складає всього 2,4-2,5 см у самців, 2,6-2,9 см у самиць. Тіло зелене або буре. Фасеткові очі конічні. Передньогруди тендітні, з темною смугою по центру. Передні стегна тонкі. Надкрила коротші за передньоспинку, того ж кольору, що й тіло, майже прозорі, тільки передній край брунатно-червоний та непрозорий. Задні крила прозорі. Церки короткі.
Від близького виду Pseudoyersinia brevipennis відрізняється менш виступаючими очима, менш вигнутим тіменем та будовою статевих органів.

## Ареал
Вид поширений на острові Сицилія.